# 브림스톤 (미사일)
브림스톤 미사일(영어: Brimstone)은 영국 MBDA에서 개발한 공중발사형 대전차 미사일이다. 영국 공군의 장거리 대장갑차량 공격무기의 요구에 의해 개발되었다. 2005년 3월 영국 공군 31 대대에 실전배치되었다. 무게 48 kg, 사거리 20 km 이상이며, 파이어앤포겟 능력을 갖고 있다. 94 GHz 밀리미터파 레이다와 디지털 자동항법으로 유도된다. 영국 공군은 토네이도 GR4, 유로파이터 타이푼, 해리어 GR9에서 이 미사일을 사용할 계획을 갖고 있었다.

## 파생형

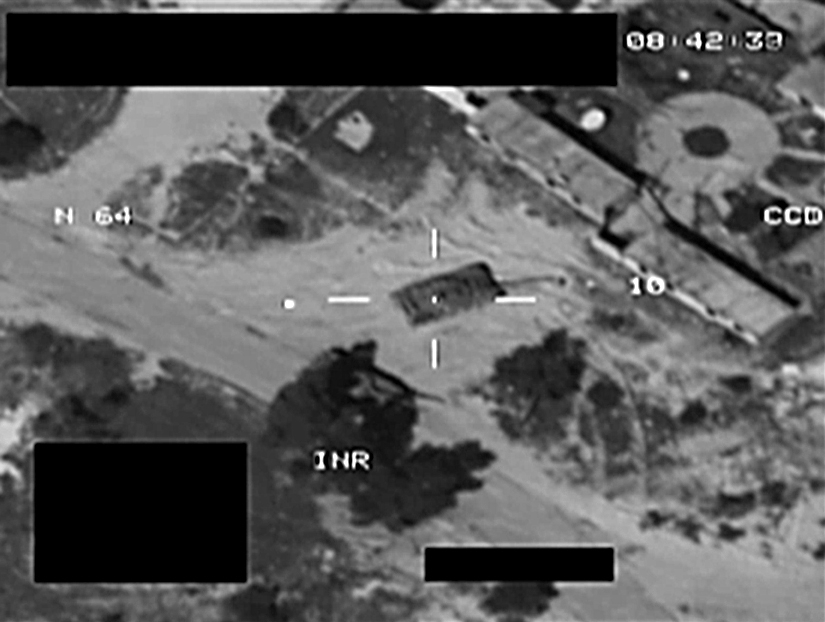
2011년 영국 토네이도 GR4 공격기가 리비아 전차를 브림스톤 미사일로 조준하고 있다.

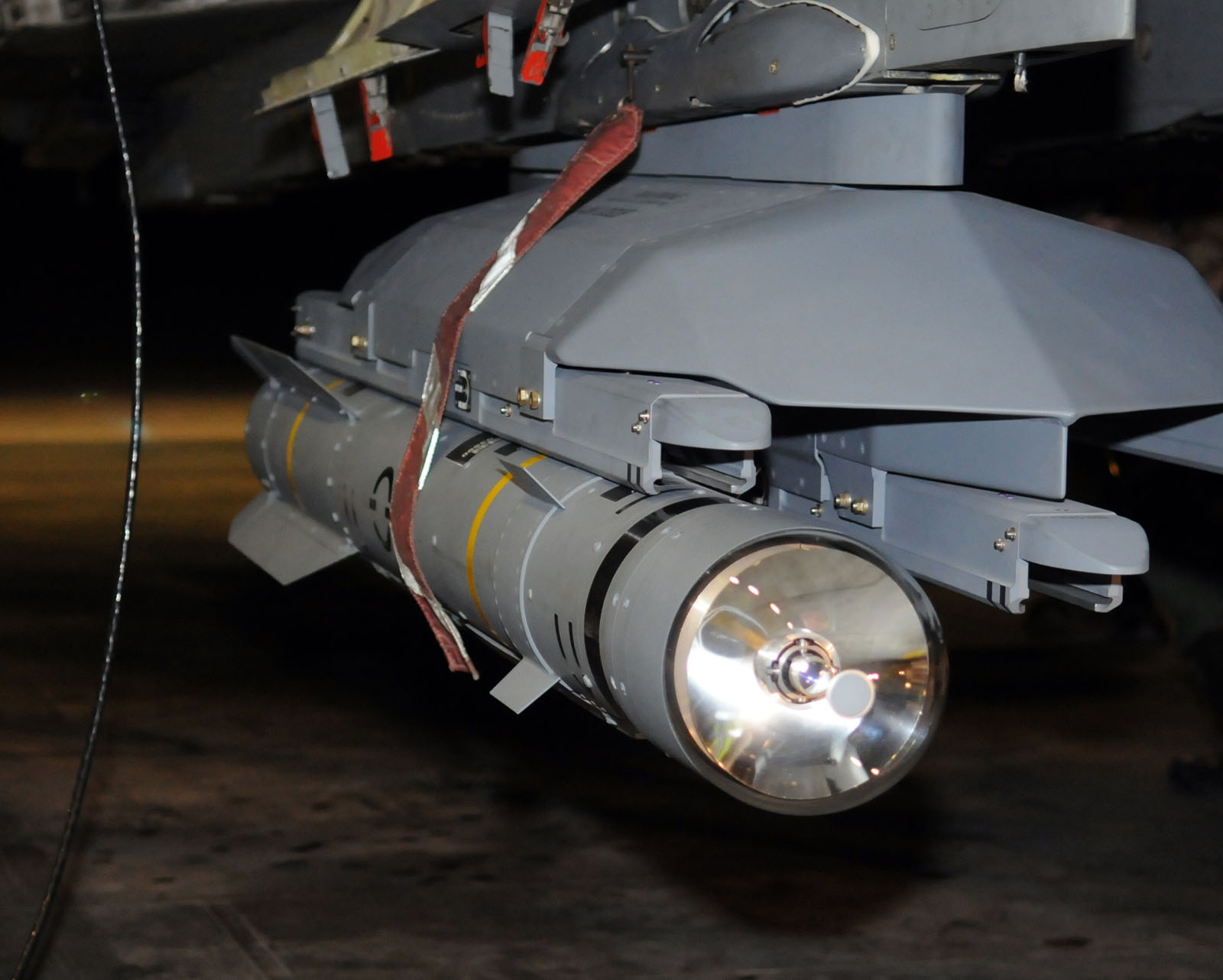
영국 토네이도 GR4에 장착된 브림스톤 대전차 미사일

- 스피어 1, 브림스톤 1, 무게 48.5 kg, 사거리 20 km
- 스피어 2, 브림스톤 2, 사거리 60 km
- 스피어 3, 무게 100 kg, 사거리  97 km

## 같이 보기
- JAGM - 미국의 차기 공대지 미사일. 토우, 메버릭, 헬파이어를 교체할 것이다.
- AGM-169 Joint Common Missile - 미국의 차기 공대지 미사일. 무게 49 kg. 메버릭과 헬파이어를 교체할 것이다.
- AGM-65 메버릭 - 미국의 공대지 미사일. 무게 304 kg
- AGM-114 헬파이어 - 미국의 공대지 미사일. 무게 57 kg
- 나그 미사일 - 인도의 공대지 미사일. 무게 42 kg
- 님로드 미사일 - 이스라엘의 공대지 미사일. 무게 96 kg
- 스파이크 미사일 - 이스라엘의 공대지 미사일. 무게 70 kg
- TRIGAT-LR - 유럽의 공대지 미사일. 무게 49 kg